# De Montparnasse à Montréal
 (avril 2016).
Si vous disposez d'ouvrages ou d'articles de référence ou si vous connaissez des sites web de qualité traitant du thème abordé ici, merci de compléter l'article en donnant les références utiles à sa vérifiabilité et en les liant à la section « Notes et références ».
Albums de Mike Lécuyer
19 777 879 (compilation)
(2008) L'heure bleue
(2013)
De Montparnasse à Montréal est le troisième album studio de Mike Lécuyer enregistré en 2009 à Montréal (Québec) et 2010 en France et publié en 2011 sur le label Bluesiac (référence BL 8710).

## Historique
De Montparnasse à Montréal a été enregistré en août 2009 au Québec avec Claude Dornier et en France en 2010 avec Bernard Zuang  et produit par Mike Lécuyer ,.

## Liste des chansons
| CD    | CD                         | CD                                         | CD    | CD | CD | CD | CD | CD | CD |
| No    | Titre                      | Auteur                                     | Durée |    |    |    |    |    |    |
| ----- | -------------------------- | ------------------------------------------ | ----- | -- | -- | -- | -- | -- | -- |
| 1.    | Contribution blues         | Yves Phélut - Mike Lécuyer / Bernard Zuang | 4:07  |    |    |    |    |    |    |
| 2.    | C'est pas moi qui          | Yves Phélut - Mike Lécuyer / Bernard Zuang | 4:08  |    |    |    |    |    |    |
| 3.    | Mister J.J. Cale           | Mike Lécuyer / Bernard Zuang               | 4:39  |    |    |    |    |    |    |
| 4.    | Augmentation blues         | Mike Lécuyer / Bernard Zuang               | 4:40  |    |    |    |    |    |    |
| 5.    | Pas bien blues             | Yves Phélut - Mike Lécuyer / Bernard Zuang | 7:38  |    |    |    |    |    |    |
| 6.    | Oncle Paul                 | Mike Lécuyer / Bernard Zuang               | 3:36  |    |    |    |    |    |    |
| 7.    | Blues, Blues sur Seine     | Mike Lécuyer                               | 5:55  |    |    |    |    |    |    |
| 8.    | Pas de nom                 | Mike Lécuyer                               | 3:57  |    |    |    |    |    |    |
| 9.    | Tout tout va bien          | Mike Lécuyer                               | 4:34  |    |    |    |    |    |    |
| 10.   | Montparnasse - Montréal    | Mike Lécuyer /Bernard Zuang                | 4:29  |    |    |    |    |    |    |
| 11.   | Le blues de Bo Diddley     | Mike Lécuyer / Claude Dornier              | 3:48  |    |    |    |    |    |    |
| 12.   | Lundi matin blues          | Mike Lécuyer / Claude Dornier              | 6:49  |    |    |    |    |    |    |
| 13.   | Le blues de Lécuyer        | Mike Lécuyer / Claude Dornier              | 3:54  |    |    |    |    |    |    |
| 14.   | Tout tout va bien (part 2) | Mike Lécuyer                               | 3:34  |    |    |    |    |    |    |
| 67:00 |                            |                                            |       |    |    |    |    |    |    |

## Musiciens
- Mike Lécuyer : chant, guitare rythmique, percussions, programmations batterie
- Bernard Zuang (France) : guitares (électrique acoustique et 12 cordes), basse, harmonica
- Claude Dornier (Québec) : guitares (électrique et acoustique) et basse

Invités (France) :
- Jean-Louis Mahjun : violon sur "Contribution blues"
- Michel Carras : piano sur "C'est pas moi qui" et orgue " Pas bien blues"
- Nadir Babouri : percussions sur "Mister J.J. Cale", "Augmentation blues" et "Oncle Paul"
- Jean-Marc Henaux  (Shake Your Hips!): harmonica sur Mister J.J. Cale" , "Augmentation blues" et "Pas bien blues"
- Christian Décamps (Ange) : accordéon sur "Oncle Paul"
- Arnaud Vandevoorde et Gérard Chaumarel (Stringers in The Night) : guitares sur "Blues, Blues sur Seine"
- Mathieu Seigneur et JC Seigneur (Bluesy Loups) : guitare et basse sur "Blues, Blues sur Seine"
- Elie Brogniart : basse sur "Tout tout va bien"

Invités (Québec) :
- Guy Bélanger : harmonica sur "pas de nom"
- Bernard Gilbert : claviers et programmation batterie sur "Tout tout va bien" et "Lundi matin blues"
- Guy Migneault : guitare et chœurs sur "Tout tout va bien"
- Evelyne et Tommy Lécuyer : chœurs sur "Tout tout va bien"